# 龐籍
庞籍（988年—1063年4月7日），字醇之，單州成武（今山東省成武縣伯樂鎮龐樓村）人。其父龐格是國子監博士。

## 生平
大中祥符八年，進士及第，任黃州（今湖北黃岡）司理參軍，後任開封府兵曹參軍，知開封府事薛奎薦為法曹參軍，知州事夏竦甚器重之。遷大理寺丞、知襄邑縣。天聖五年（1027年），朝廷準備編修《天聖編敕》，龐籍任刑部詳覆官。景祐三年，任侍御史，被誉为“天子御史”，累進中書門下平章事、昭文館大學士。庞籍任开封府判官时，仁宗宠爱尚美人，尚美人常派内侍到开封府传达旨意，干预政事，庞籍认为美人是干政的行为。上表言：“祖宗以来，未有美人称教旨下府者，当杖内侍。”庞籍曾多次弹劾范讽，但范讽和执政李迪要好，反说他诬告，遂以祠部员外郎罢为广南东路转运使。龐籍被貶之後日益追劾范諷不罷休，而且謂范諷放縱不拘禮法。
寶元元年（1038年），党项人元昊建立西夏，连破北宋边城。慶曆元年（1041年），龐籍以龙图阁直学士知延州（今陕西西安），慶曆二年（1042年），任延州觀察使，龐籍堅決辭謝，改任左諫議大夫。任內修筑寨堡，募民耕种，严肃军令，加强防御。宋夏媾和後，召还任枢密副使。皇祐三年，为中書門下平章事。庞籍通晓律令，擅长吏事。可是“持法深峭，军中有犯，或断斩刳磔，或累笞至死，以故士卒畏服。”龐籍早年治民颇有惠爱，擔任宰相時，“声望减于治郡时”。
皇祐五年（1053年），龐籍的外甥道士趙清貺收受齐州学究皇甫淵賄賂，事發被處以脊杖，发配邊陲，途中因棒瘡發作而死。諫官韩绛上书弹劾庞籍授意开封知府吕公绰殺人滅口。次年被解除宰相職務，担任鄆州（今山東東平縣）知州。晚年甚無作為。嘉佑八年（1063年）三月卒，年七十六。同年六月葬于雍邱县（今河南杞县），追赠司空，加侍中，谥号“莊敏”。子庞元英，官拜朝散大夫。孙庞恭孙。
庞籍於司馬光知遇之恩，司馬光曾作《奉和始平公憶東平二首》。庞籍罷相後，司馬光也來到鄆州，任鄆州典學和通判。

## 家庭
- 父亲：庞格
- 母亲：邢□
- 妻子：边□（边肃之女）、刘□
- 长子：庞元鲁，儿媳：张□（张存之女）
- 次子：庞元英，儿媳：吴□（吴育之女）
- 三子：庞元常，儿媳：□氏
- 四子：庞元中，儿媳：宋□（宋庠之女）
- 五子：庞元直，儿媳：文□（文彦博之女）
- 女儿：庞□，女婿：陈琪（陈洎之子）
- 女儿：庞□，女婿：宋允国（宋庠之子）
- 女儿：庞□，女婿：程嗣隆（程琳之子）
- 女儿：庞□，女婿：赵彦若（赵师民之子）

## 延伸阅读
[在维基数据编辑]
 《宋史/卷311》，出自脱脱《宋史》